# Мисхако
Мисхако (рус. Мысхако) насељено је место полуурбаног типа на југозападу европског дела Руске Федерације. Налази се у југозападном делу Краснодарске покрајине и административно припада њеном Новоросијском градском округу.
Према подацима националне статистичке службе РФ за 2010, насеље је имала 7.954 становника.

## Географија
Насеље Мисхако се налази у југозападном делу Краснодарске покрајине на око 5 километара јужно од града Новоросијска. Лежи на југоисточној обали Абрауског полуострва, на обали Црног мора, на источним падинама брда Колдун (висине 447 метара).
Насеље се налази у зони суптропске средоземне климе, са топлим и сувим летима (јулски просек температура ваздуха је око +23 °C) и умереним зимама током којих дувају јаки североисточни ветрови (јануарски просек температура ваздуха је око +2 °C). Купалишна сезона траје од почетка јуна до почетка октобра. Просечне температуре воде током лета су око +23 °C, а зими око +6 °C. Број сунчаних дана током године је око 230.

## Историја
Пре окончања Кавкаског рата (1817−1864) на овом подручју су живела различита адигејска племена. Након доласка Руса на том подручју почиње се са интензивнијим узгајањем винове лозе, а савремено насеље основано је тек 1903. године.
У Мисхаку се налази једна од најстаријих руских винарија (Винарија Мисхако), а у селу се традиционално крајем новембра одржава манифестација „Дани младог вина”.

## Демографија
Према подацима са пописа становништва 2010. у селу је живело 7.954 становника.
| 2002. | 2010. |
| ----- | ----- |
| 5.670 | 7.954 |